# ضفدع أخضر
ضفدع أخضر (الاسم العلمي: Rana clamitans) (بالإنجليزية: green frog)‏ هي نوع من البرمائيات يتبع جنس الضفدع الحقيقي من فصيلة الضفادع الجنوبية.